# خرسند
خرسند (بالفارسية: خرسند) هي مدينة تقع في إيران في البلدة المركزية. يقدر عدد سكانها بـ 7,847 نسمة .